# Драм-енд-бейс
Драм-енд-бейс (англ. drum and bass ([ˌdrʌm.ənˈbeɪs]) від drum — «барабан» та bass — «бас»; поширені абревіатури: D&B, DnB, dnb, d'n'b, drum n bass, drum & bass, драм-н-бейс) — напрямок електронної музики, що виділився у середині 1990-х років. З'явився як відгалуження від break dance. Характеризується швидким темпом (160—180 bpm), синкопованою партією ударних та глибоким басом.
Спочатку драм-н-бейс виник як відгалуження британської сцени брейкбіту і рейву, коли музиканти почали змішувати бас із регі з прискореним брейкбітом з хіп-хопу. Серед піонерів драм-н-бейсу — Fabio, Grooverider, Andy C, Roni Size, DJ SS, Brockie, Mickey Finn, Kenny Ken, Goldie та інші діджеї.
Термін «драм-енд-бейс» є близьким з терміном джангл, у його використанні стосовно електронної музики 1990-х років, проте в другій половині 1990-х з еволюцією напрямку останній термін фактично витіснив джангл.

## Історія

### Зародження в Британії
Ранній джангл був відгалуженням рейву, зосередженого на брейкбіті, в якому були сполучені дабовий бас з швидким хіп-хоповим брейкбітом — це відбулося в пізніх 80-х, коли культура рейву і екстазі досягла успіху у Великій Британії. Міста, які найбільш асоціюються з драм-енд-бейсом — це Лондон та Бристоль. В Британії драм-енд-бейс (як джангл) має коріння з брейкбіт-хардкору, як частини британської рейв-сцени ейсід-хаузу. Хардкор-діджеї зазвичай грали свої записи у швидкому темпі. Брейкбіт-хардкор, зазвичай, виділявся від композицій, які мали пряму бочку, таку як у хаусі. Записи брейкбіт-хардкор, як The Prodigy — «Experience» (1992) Top Buzz 'Jungle Techno! (1991), A Guy Called Gerald's 'Anything (1991), the Ragga Twins — «Spliffhead» (1990) & 18 Inch Speaker (1991), Rebel MC's 'Wickedest Sound (1990), Nightmares on Wax's 'In Two Minds (1990), Genaside II — «Sirens of Acre Lane» (1990), DJ Dextrous — «Ruffneck Biznizz» (1992), Noise Factory — 'Be Free' (1992), Demon Boyz — 'Jungle Dett' (1992) та LTJ Bukem — «Demon's Theme» (1992) та LTJ Bukem — «Demon's Theme» (1992) в цілому стали першими, що зробили впізнаючим звук драм-енд-бейсу. Найперший запис, можливо, був Meat Beat Manifesto's — «Radio Babylon», який записаний в 1989, та створивший перші відголоски звуку драм-енд-бейсу до сьогодні.
Перший офіційно випущений та записаний не як збірка хардкору, джанглу та драм-енд-бейсу альбом, який був записаний у всьому світі, був 'Delirious' — записаний та виготовлений Алексом Роуманом (на даний момент виготовляється для Urban Sunrise) та Назана Робінсона в 1991/92 роках та випущений BMP Records (Бристоль) в 1992 році. Із розвитком більш басового, важкого і швидкого звучання джангл почав виявляти свої власні відмінні риси. В результаті послідовного вдосконалення продюсерами-першопрохідцями, звук став більш урбаністічним, все ще включаючи наспіви з регі, дабовий бас, але також і все складніші, швидкі, стрімкі ударні інструменти.

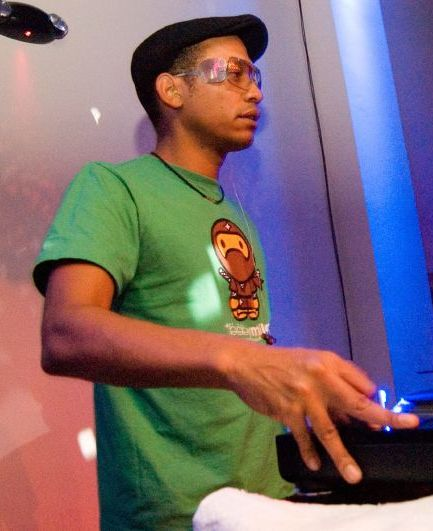
LTJ Bukem, один з засновників інтеліджента

#### Інтеліджент
До 1995 року з'явився зустрічний рух, названий «інтелліджент-драм-енд-бейс» , реалізований діджеєм LTJ Bukem і його лейблом good Looking. Деякі вважають, що перехід до «інтелігентного» джанглу був усвідомленим і узгодженим ходом основних діджеїв і продюсерів проти культури, яка наповнювалася жорстокими елементами. Інтелліджент зберігав стрімкий брейкбіт, але фокусувався на більш атмосферний звук, глибокий бас в протилежність жорсткому вокалу і семплам.

#### Хардстеп та джамп-ап
Тоді ж, коли з'явився інтелліджент, рагга-джангл перейшов у важчий, ударний стиль, хардстеп, а також в джамп-ап, на який впливали стилі хіп-хоп і фанк (приклади — виконавці Mickey Finn і Aphrodite з лейблом Urban Takeover, а також Ganja Kru з лейблом True Playaz), тоді як інші продюсери просували «м'якші» настрої (композиції, виконані в такому настрої, часто іменують роллерами (англ. rollers)).
У 1996 хардстеп і джамп-ап були дуже популярні в клубах, тоді як звучання інтелліджента було насамперед орієнтоване на домашнє прослуховування в спокійному оточенні. Стилі драм-енд-бейсу все більш розходилися, але в той же час змішувалися з іншими жанрами. 1997 року фанк-орієнтований, контрабасовий звук вийшов на передній план, досягнувши успіху переважно музичному напрямку (приклад — виконавець Roni Size, лейбл Reprazent).

#### Текстеп
З протилежного боку популярність почав завойовувати новий, «темний» техно-звук в драм-енд-бейсі, підтримуваний лейблами Emotif, No U-turn і такими продюсерами, як Trace, Ніко, Ed Rush і Optical, Dom & Roland і Technical Itch — стиль, зазвичай званий текстепом (англ. techstep). Текстеп узяв нові звуки і технології і застосував їх до джанглу. Цей стиль характеризується похмурою, фантастичною атмосферою і звуками, «холодними» і складними ударними, а також «темним», сильним басом. На заході 90-х текстеп зайняв домінуючу позицію на сцені драм-енд-бейса з такими найпомітнішими колективами, як і Konflict. Текстеп ставав все більш «важким», і популярність фанк-стилю, представленого Roni Size в 1997 році, спадала. Проте, до 2000 року з'явився рух, що проголошував «поверніть фанк в drum and bass». Оформилася тенденція до відродження рейвового звучання, з'явилися ремікси класичних джанглових треків, що тяжіють до коріння жанру.

### З 2000 року
З 2000 сцена стала дуже різносторонньою, через що зараз складно виділити у драм-енд-бейсі провідну течію.
У 2000 році Fabio почав підтримувати стиль, названий ним ліквід-фанк (англ. liquid funk), зкомпілювавши треки, що вийшли на його власному лейблі Creative Source. Цей стиль характеризувався впливами диско і хауса, а також широким використанням вокальних партій. Попри повільне входження в моду, стиль став вкрай популярним в 2003–2004 роках, а в 2005 був визнаний найпродаванішим піджанром драм-енд-бейса з такими лейблами як Hospital Records  і Soul:r, і продюсерами High Contrast, Calibre, Nu:tone, Marcus Intalex і Logistics серед інших прихильників.
Також відбулося відродження стилю джамп-ап. Згадуваний як «nu Jump Up», або клаунстеп (англ. clownstep), він володіє веселим і простим звучанням, зберігаючи бас із старого джамп-апа, але з новими, важчими елементами. Видатні продюсери стилю включають Twisted Individual, Generation Dub і DJ Hazard.
У цей період також відбулося зростання популярності стилю дабвайс (англ. dubwise). І хоча звук з впливом даба не був новим і протягом вже довгого часу підтримувався продюсерами Digital і Spirit, в 2003—2004 стиль побачив зростання популярності з новими продюсерами (наприклад, Amit, Tactile, The Fix).
Аналогічно, поки існували продюсери, зайняті суто детальним програмуванням і маніпуляцією ударних (наприклад Paradox), в першій половині декади відбулося відродження і розвиток іншого піджанру, відомого, як драмфанк (англ. drumfunk). Основні лейбли включають Inperspective, 13 Music і Bassbin, а нова хвиля продюсерів включає Fanu, Breakage і Fracture and Neptune. Залишаються активними і затребуваними й ветерани жанру — такі, як Alaska (Paradox) і Seba.

### Масова популярність
Деякі роботи в жанрі драм-енд-бейс досягли високої популярності в мейнстрімі, особливо матеріал з вокалом. Найраніші приклади — Goldie з альбомом «Timeless» 1995-го року, а також альбом «New Forms» Reprazent’а в 1997 році. Останніми роками треки, такі як «Shake Your Body» (Shy FX і T-power) займали позиції в чарті UK Top 40. Альбом Pendulum Hold your color був найбільш продаваним вже на 2005 рік Трек продюсера Hive, «ultrasonic Sound» потрапив на саундтрек першої частини фільму «Матриця». Трек «goa» московського продюсера Electrosoul System, транслювався в денному ефірі британського ВВС Radio One влітку 2005 року.
Драм-енд-бейс часто використовується в комп'ютерних саундтреках і відеоіграх. Нерідко композиції в цьому жанрі можна почути в автосимуляторах, файтінгах і 3d-шутерах. Одним із найзнаменніших проявів драм-енд-бейсу в іграх стала вигадана радіостанція «MSX Fm» в автосимуляторі Grand Theft Auto III. Назва станції, так само як і її репертуар, відбуваються від одного з відомих і старих драм-енд-бейс-лейблів Moving Shadow (рік виходу гри був приурочений до святкування десятиліття лейбла, тому до скорочення ms додалася римська цифра x).
Також останнім часом поп-музика починає використовувати деякі елементи драм-енд-бейсу, але в зміненій манері. Приклади — Puretone і Girls Aloud. Жанр часто з'являється на ТБ і в рекламі.

### Сцена колишнього СРСР
За останні роки зміцніла і продовжує розвиватися сцена драм-енд-бейсу пострадянського простору. Столицею руху вважається Санкт-Петербург, оскільки саме в цьому місті проходять фестивалі «Піратська Станція» і «World of Drum & Bass».
Також DJ Bes випустив серію з 28 «Neuropunk» подкастів, яка є популярною серед слухачів нейрофанку в усьому пострадянському просторі.

##### Українські виконавці
- Agressor Bunx (Біла Церква)
- Bassqueller (Суми)
- Derrick & Tonika (Львів)
- Dj Tapolsky (Дніпро)
- Funk Masters (Київ)
- I Wannabe (Київ)
- Infuzoria (Харків)
- Kind of Zero (Львів)
- Massa Underground (Харків)
- Max NRG (Львів)
- NickBee (Дніпро)
- Neutral Point (Рівне)
- Paimon (Запоріжжя)
- Physical Illusion (Київ)
- Protac (Львів)
- Purple Unit (Дніпро)
- Sunchase (Дніпро)
- Architect (Алушта, Львів)
- Inva (Львів)
- Rolar (Київ)
- Int Company (Харків)
- Maddy (Івано-Франківськ)

## Особливості
Назва «drum and bass» не означає, що треки складаються тільки з цих елементів. Проте, вони є найважливішими елементами і складають велику частину треків. У жанрі велика увага відводиться глибокому басу, який відчувається фізично при прослуховуванні. Було проведено немало експериментів з тембром в зоні басу, особливо в текстепі.
Існує безліч поглядів на те, що складає «справжній» драм-енд-бейс. Думки розходяться через існування великого числа стилів, від «важкого» текстепа, до «м'якого» ліквід-фанка. Драм-енд-бейс часто порівнюють із джазом, де в рамках одного жанру можна почути музику, що звучить абсолютно по-різному.
Виходячи з вищесказаного, складно точно описати звучання драм-енд-бейса, але можна виділити ключові особливості.

### Визначальні характеристики

#### Брейкбіт
Брейкбіт — це головний визначальний елемент. З музичної точки зору брейкбіт характеризується ламаним ритмом, елементом синкопи, на відміну від «прямого» 4-ударного ритму (так званої «прямої бочки») в техно, трансі і хаусі.
Більшість брейкбітів безпосередньо беруться або складаються з ударних партій в старих записах жанрів соул, фанк, блюз і джаз. Власне «брейк» стосується тієї частини пісні, де немає вокалу і є акцент на ритм і біт. Хоча, з середини 90-х безліч продюсерів використовують тустеп або інші брейкбіти, скомпоновані з окремих ударних семплів, які схожі на семпловані, але зазвичай звучать жорсткіше. Також часто брейкбіти створюються з використанням обох технік.
Найчастіше використовувані брейкбіти в драм-енд-бейсі взяті з треків:
- «amen, Brother» The Winstons (амен брейк і його похідна — трамен)
- «cold Sweat», «tighten Up» і «Funky Drummer» Джеймс Браун
- «think» Лін Коллінс
- «apache» Incredible Bongo Band
- «assembly Line» the Commodores

#### Темп
Типова швидкість для драм-енд-бейсу складає зазвичай 160—190 BPM, на відміну від інших форм брейкбіту, таких, як брейкс, які спеціалізуються на швидкостях 130—140 BPM. Підвищений темп не був спочатку властивий жанру, а з'явився при розвитку драм-енд-бейса — найперші треки олд-скул-рейва і джангла мали швидкість близько 155—165 BPM, тоді як матеріал нового тисячоліття рідко опускається нижче 170 BPM, часто досягає 180 BPM і більше.
Якщо трек комбінує в собі схожі елементи з драм-енд-бейсом, але його швидкість повільніша(140 BPM), то цей трек не є драм-енд-бейсом, а є брейкбітом під пливом драм-енд-бейсу.

### Середовище
Головним чином, драм-енд-бейс — це форма танцювальної музики, призначена для прослуховування в нічних клубах. Жанр використовує весь частотний діапазон і фізичність, яку часто не можна повністю оцінити на домашньому устаткуванні при прослуховуванні на малій гучності. Відповідно до назви, елемент баса сильно виділяється, на відміну від інших жанрів танцювальної музики. Тому для повного сприйняття музики потрібне спеціальне звукове устаткування, яке, як правило, встановлене саме в нічних клубах.
Через свою «клубну» природу драм-енд-бейс доноситься до публіки насамперед завдяки діджеям. Оскільки більшість треків пишуться для легкого зведення діджеєм, їх структура відображає призначення: присутні вступні і завершальні частини (англ. intro, outro), що використовуються для бітметчинга і не призначені для детального сприйняття слухачами. Зазвичай діджей проводить зведення так, щоб не втратити безперервний біт. Крім того, діджей може використовувати типові для хіп-хопа прийоми: скретчі, подвійні дропи (де два треки зводяться так, що роблять дроп в один і той самий момент) і рівайнди.
Більшість точок зведення починаються або закінчуються там, де відбувається дроп. Дроп — місце, де відбувається значна зміна ритму або баса, а після відбувається вихід брейкбіта. Часто дроп використовують для переходу між треками, зводячи компоненти різних треків. Деякі дропи такі популярні, що діджей перемотує пластинку і програє дроп знову. Проте, цією технікою не слід зловживати, оскільки вона порушує безперервність сету.
Виступ діджея часто супроводжується підтримкою одного або більш MC. Цей елемент виходить з коріння жанру — музики хіп-хоп і регі.

### Напрямки
- Рагга-джангл (Ragga-jungle)
- Джамп-ап (Jump Up)
- Олдскул-джангл (Oldschool Jungle)
- Техноїд (Technoid)
- Даркстеп (Darkstep)
- Джазстеп (він же Джаз-н-бейс) (Jazzstep/jazz'n'bass)
- Драмфанк (Drumfunk)
- Атмосферики, він же Інтеліджент (Atmospheric/intelligent)
- Ліквід-фанк (Liquid funk)
- Нейрофанк (Neurofunk)
- Текстеп (Techstep)
- Хардстеп (Hardstep)
- Соулфул (Soulful)
- Текмосферік (Techmospheric)
- Самбасс (Sambass)
- Нью-джамп-ап, нешанобливо «Клоунстеп» (Nu Jump Up/«clownstep»)
- Електростеп (Electrostep)

Цей список не класифікує драм-енд-бейс повністю, і багато продюсерів в своїх продукціях зачіпають багато перерахованих підстилів.

### Зв'язок з іншими жанрами
Драм-енд-бейс з'являвся приблизно в той же час, як джангл, брейккор і діджитал хардкор. Поділяють багато елементів драм-енд-бейсу і для звичайного вуха, сліди від виского пітчу в драм-енд-бейсі, можуть здатися ідентичними з брейккором завдяки швидкості, складності, імпульсам і максимальної звукової щільності у поєднанні з музичними експериментами. Німецький драм-енд-бейс DJ Panacea також є одним з провідних продюсерів жанру хардкор. Raggacore нагадує швидку версію рагга, яка включає у себе джангл 1990-х років, схожий на брейккор, але з денсхольними танцювальними ударними (денсхол важливо вплинув на драм-енд-бейс).
Жанр вплинув на багатьох інших жанрів, як хіп-хоп, біг-біт, хаус, тріп-хопу, ембієнту, техно і поп, з такими артистами, як Incubus, Pitchshifter, Linkin Park, The Roots, MIDIval Punditz, Missy Elliott, Freestylers, Nine Inch Nails. У США є жанр, який називається геттотек, який має синтезовані тони і баси схожі на драм-енд-бейс.
- Drill and bass, піджанр intelligent Dance Music («IDM»), популярізованний Aphex Twin’ом, включає більшість ритмів, використовуваних в драм-енд-бейсі, і фокусується на складному програмуванні та інструментах. Прихильниками напряму є Squarepusher, Amon Tobin, Animals on Wheels, Venetian Snares, Hrvatski і багато інших.
- Брейккор (укр. брейк-кор), піджанр хардкору, нерідко використовує спотворені ритмічні конструкції драм-енд-бейса. Композиції брейк-кора екстремально зашумлені, агресивні, набагато хаотичніші за структурою. Зараз піджанр представлений такими виконавцями, як Bong Ra, Enduser, Shitmat, Belladonnakillz, Oxygen, Venetian Snares, Teknoist і іншими.

## Драм-енд-бейс сьогодні

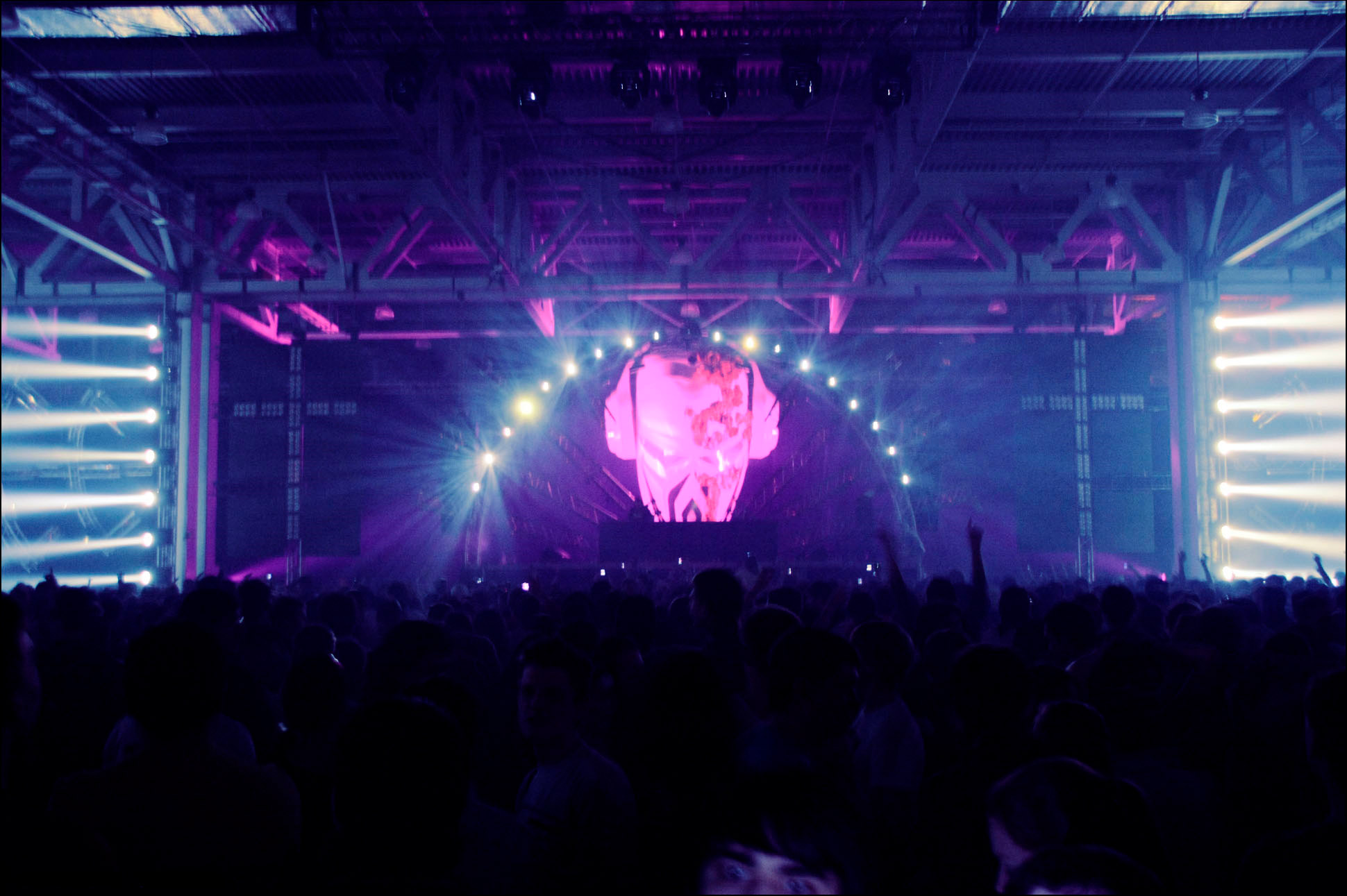
Pirate Station, Москва, 2009

Після 2000 року драм-енд-бейс набув широкого поширення в географічному плані — що спочатку щільно розвивався лише у Великій Британії, зараз жанр розгортається у всьому світі. Численна сцена в інших англомовних країнах, включаючи США (артисти Dieselboy, Evol Intent, Gridlok, Hive, Submerged, Temulent), Канаду (Psidream, Ben Sage, John Rolodex), Австралію (Pendulum), Новую Зеландію (Concord Dawn, The Upbeats, State Of Mind) і ПАР (Counterstrike). Драм-енд-бейс популярний в Європі, особливо в Бенілюксі (Black Sun Empire, Noisia), Німеччині (Phace, Typecell, Panacea), скандинавських країнах (Teebee, Simon V, Polar, Future Prophecies, Rawthang, Pyro, Phono), Угорщині (Tactile, SKC, Mindscape) і Польщі (Ostro, Wax), Хорватії (Lekke, Gekko), Білорусі (T-trider, Walder, Yabol, Sidewalk, Io, Subway Funk, Sworm, Vertical Movement), в Україні (Neutral Point, Sunchase, Physical illusion, Rolar, Stereotype, Redko, Fade, Nickbee, Dead Phantoms, Infuzoria, Funk Masters, Paimon) і в Росії (Gvozd, Paul B, Bes, Subwave, Dissident, Electrosoul System, Implex, John Plate, Paperclip, Jack Kaos, Nphonix, Enei, Receptor, Asphexia, Proket). Він також популярний в Південній Америці з артистами DJ Marky і XRS з Бразилії. Сан-Паулу іноді називають Ібіцею драм-енд-бейсу.

## Виконавці
- Pendulum
- Netsky
- Chase & Status
- High Contrast
- Sub Focus
- Noisia
- London Elektricity
- DJ Fresh
- Black Sun Empire
- Logistics
- Camo & Krooked
- The Qemists
- Spor
- John Plate
- Jack Kaos
- Photek
- Aphrodite
- Nero
- Machine Girl
- Concord Dawn
- John Plate
- Jack Kaos
- Kosheen
- B-Complex
- LTJ Bukem
- Danny Byrd
- Future Prophecies
- Nu: Tone
- Roni Size
- Adam F
- Ed Rush & Optical
- Goldie
- Dillinja
- Evol Intent
- Rudimental
- TeeBee
- Matrix & Futurebound
- Cyantific
- E-Z Rollers
- Amon Tobin
- Current Value
- Klute
- Bachelors Of Science
- John B
- Mistabishi
- Omni Trio
- Seba
- Roni Size & Reprazent
- Muffler
- DJ Zinc
- TC
- TK Numa
- Blame
- DJ Hazard
- RAM Trilogy
- Shapeshifter
- Alix Perez
- Limewax
- Sigma
- Dom & Roland
- Calibre
- Drumsound & Bassline Smith
- Audio
- N.O.H.A.
- Peshay
- Bad Company
- 4hero
- Phace
- Enter Shikari
- Wilkinson
- Counterstrike
- Break
- Total Science
- Kryptic Minds & Leon Switch
- Apex
- Feint
- Loadstar
- Telemetrik
- Konflict
- Dieselboy
- Alex Reece
- Baron
- HIVE
- Delta Heavy
- Bcee
- Unknown Error
- Squarepusher
- Breakage
- Xilent
- Syncopix
- Shimon & Andy C
- DJ Marky & XRS
- Shock One
- Plug
- S.P.Y
- Icicle
- Tantrum Desire
- Technical Itch
- T.K
- Commix
- Blu Mar Ten
- State of Mind
- Big Bud
- The Prodigy
- Brookes Brothers
- Dirtyphonics
- Calyx & Teebee

## Лейбли
- AudioPorn Records
- Bad Sekta
- Beatservice Records
- Black Sun Empire Recordings
- Breakbeat Kaos
- Breakbeat Science
- Brownswood Recordings
- Cause 4 Concern
- Celestial Recordings
- Critical Music
- Cut & Run
- Dance Concept
- Dom & Roland Productions
- Formation Records
- Freak Recordings
- Freskanova
- Ganja Records
- Good Looking Records
- Green Label
- Grid Recordings
- Hospital Records
- Hostile Recordings
- Human Imprint
- IF? Records
- Infrared
- Kinematic320
- Lifted Music
- Liquid V
- List of Ninja Tune artists
- Mechanikal Element Foundation
- Metalheadz
- Metro Recordings
- Moonshine Music
- Moving Shadow
- Music of Life
- Never Say Die Records
- Ninja Tune
- Obsessions
- Offkey Recordings
- Offshore Recordings
- Palm Pictures
- Planet Mu
- Pneuma Recordings
- Production House Records
- Protogen Records
- Quarantine
- Ram Records (UK)
- Renegade Hardware
- Santorin
- Spymania
- Subtitles Recordings
- Suburban Base
- Synaptic Plastic
- Tilt-Recordings
- True Playaz
- Uprising Records (New Zealand)
- Urban Takeover
- V Recordings
- Virus Recordings
- XL Recordings

## ЗМІ
Відомі журнали про драм-енд-бейс: щомісячний Knowledge Magazine і АТМ Magazine.
Найбільше драм-енд-бейс-радіошоу у Великій Британії — це шоу Fabio і Grooverider’а на ВВС Radio One. Станція 1xtra також сильно підтримує цей жанр разом з діджеями Bailey і crissy Criss. У Росії серед джанглістів має популярність програма Піратська Станція, що виходить на Радіо Рекорд (http://www.radiorecord.ru/ [Архівовано 9 червня 2009 у Wayback Machine.]) (Санкт-Петербург — 106,3 FM) з незмінним ведучим DJ Gvozd, а також програма Шторм, що вперше з'явилася в ефірі «Станции», а що нині виходить на DFM (http://www.dfm.ru/ [Архівовано 7 липня 2009 у Wayback Machine.]) (Москва — 101,2 FM) з ведучими DJ Грувом і Деном. У 2006-му році в ефір вийшло радіо-шоу Blazin на радіо Megapolis FM, ведучий DJ Profit (Москва- 89,5 FM). Також існує безліч інтернет-радіостанцій.